# Eloria gigantea
Eloria gigantea är en fjärilsart som beskrevs av Druce 1895. Eloria gigantea ingår i släktet Eloria och familjen tofsspinnare. Inga underarter finns listade i Catalogue of Life.